# Breguet Deux-Ponts
Breguet 761/763/765 — серия французских дальнемагистральных двухпалубных авиалайнеров. Разработаны и производились предприятием Breguet Aviation, эксплуатировались с 1953 по 1971 год. Серийный выпуск составил 20 самолётов в пассажирских и грузовых модификациях. Общим названием самолётов этой серии, широко применяемым в обиходе, было Deux-Ponts — «двухпалубный». Также, в зависимости от модели и исполнения, применялись названия Provence, Sahara , Universale.

## Разработка. Конструкция самолёта
Компания Breguet начала разработку дальнего двухпалубного пассажирского самолёта Breguet 761 вместимостью до 100 пассажиров в 1944 году. Первый полёт прототипа Br.761, б/н F-WASK, был выполнен 15 февраля 1949 года. По схеме, самолёт представлял собой цельнометаллический четырёхмоторный среднеплан с двухкилевым оперением.
Следующие три предсерийных машины Br.761S оснащались поршневыми двигателями Pratt & Whitney R-2800-B31 мощностью 2020 л. с.. Также на этой версии увеличили диаметр винтов и добавили центральный киль.
Правительство Франции заказало 12 серийных машин Breguet 76-3, получивших позже название Br.763. Шесть машин планировались к эксплуатации в а/к Air France, шесть — в Министерстве транспорта. Эти самолёты отличались более мощными двигателями и большим размахом крыла. Первая машина серии 763 начала эксплуатироваться в а/к Air France осенью 1952 года.
Пассажирские самолёты а/к Air France имели следующую компоновку салонов: 59 пассажиров на верхней палубе и 48 — на нижней; при оборудовании обоих салонов в вариант экономкласса самолёт вмещал до 135 пассажиров. В 1964 году Air France передали шесть машин Br.763s ВВС Франции. ВВС также заказали три самолёта Br.761S и четыре новых самолёта Br.765 Sahara (в грузовом исполнении).

## Эксплуатация
Прототип Br.761 начал эксплуатироваться в грузовом варианте а/к Air Algérie в 1952 году. А/к Silver City Airways использовала Br.761 летом 1953 года для рейсов Гамбург — Берлин (Темпельгоф).
Модель Breguet Br.763 Provence начала использоваться а/к Air France 10 марта 1953 года (рейс Лион — Алжир). Самолёт использовался также на рейсах европейских и внутренних направлений с вылетом из Парижа, в Марсель и Ниццу, в страны Средиземноморья, реже в Лондон.
С выходом на линии реактивной пассажирской авиации самолёт был снят с пассажирских рейсов и переведен на грузовые перевозки. Последними были сняты с эксплуатации грузовые самолёты Sahara ВВС Франции (1972).

## Лётно-технические характеристики
Экипаж: 3
Пассажировместимость: 107
Длина: 28,94 м
Размах крыла: 42,96 м
Высота: 9,56 м
Масса пустого: 32535 кг
Максимальная взлётная масса: 50000 кг
Силовая установка: 4 × ПД Pratt & Whitney R-2800-CA18 (поршневой звездообразный, мощность 2400 л. с. каждый)
Максимальная скорость: 390 км/ч
Крейсерская скорость (экономическая): 336 км/ч
Дальность: до 2290 км